# José Manuel Latre Rebled
José Manuel Latre Rebled (1958) es un profesor de educación secundaria y político español del Partido Popular (PP). Fue alcalde de Sigüenza entre 2011 y 2019 y presidente de la Diputación Provincial de Guadalajara entre 2015 y 2019.

## Biografía
Nacido en la localidad aragonesa de Caspe el 3 de agosto de 1958, se licenció en Filosofía y Letras por la Universidad de Zaragoza. Ejerció como profesor de secundaria en su localidad natal y posteriormente en Sigüenza.
Concejal del Ayuntamiento de Sigüenza desde 2007, en 2008 se convirtió en miembro del comité ejecutivo regional del Partido Popular de Castilla-La Mancha. El 11 de junio de 2011 tomó posesión como alcalde del municipio después de su investidura con 7 votos a favor, sustituyendo al socialista Francisco Domingo.
El 8 de septiembre de 2011 juró su cargo como diputado de la viii legislatura de las Cortes de Castilla-La Mancha en sustitución de la diputada saliente Ana Guarinos, que renunció a su acta para convertirse en presidenta de la Diputación Provincial de Guadalajara.
Profesor en excedencia del colegio Sagrada Familia de Sigüenza, en junio de 2015 se convirtió, gracias a la abstención de la diputada provincial elegida por Ciudadanos-Partido de la Ciudadanía, en presidente de la Diputación Provincial de Guadalajara, cargo que tuvo que compatibilizar con su responsabilidad al frente de la alcaldía de Sigüenza, que también renovó después de las elecciones municipales de 2015; reemplazó de nuevo a su correligionaria Ana Guarinos.
Tras las elecciones municipales de 2019, no consiguió revalidar ni el cargo de alcalde ni el de presidente de la corporación provincial.